# Kirby (Wyoming)
Pour les articles homonymes, voir Kirby.
Kirby est une municipalité américaine située dans le comté de Hot Springs au Wyoming.
Lors du recensement de 2010, sa population est de 92 habitants. La municipalité s'étend sur 0,15 milles carrés (0,39 km2).
En juillet 1915, les habitants de Kirby votent pour que la ville devienne une municipalité (par 62 voix contre 1). En 2009, la première distillerie de whisky du Wyoming ouvre à Kirby.